# Alaska Home Railroad
Die Alaska Home Railroad ist eine ehemalige Eisenbahngesellschaft in Alaska (Vereinigte Staaten). Sie übernahm 1907 die normalspurige Strecke des Alaska-Syndikats, das im August 1906 angefangen hatte, von Valdez aus eine Eisenbahn zu den Kupferminen bei Kennicott zu bauen. Die Trasse führte bis dahin nur wenige Kilometer aus Valdez heraus und hatte noch keine Gleise. Der Bahnbetrieb des Syndikats firmierte seit 1905 unter Valdez–Yukon Railroad. Das Alaska-Syndikat hatte sich 1907 jedoch entschieden, ihre Strecke statt nach Valdez lieber in den besser geschützten Hafen in Cordova zu verlegen, von wo aus die Kohlefelder von Katalla besser zu erreichen waren.

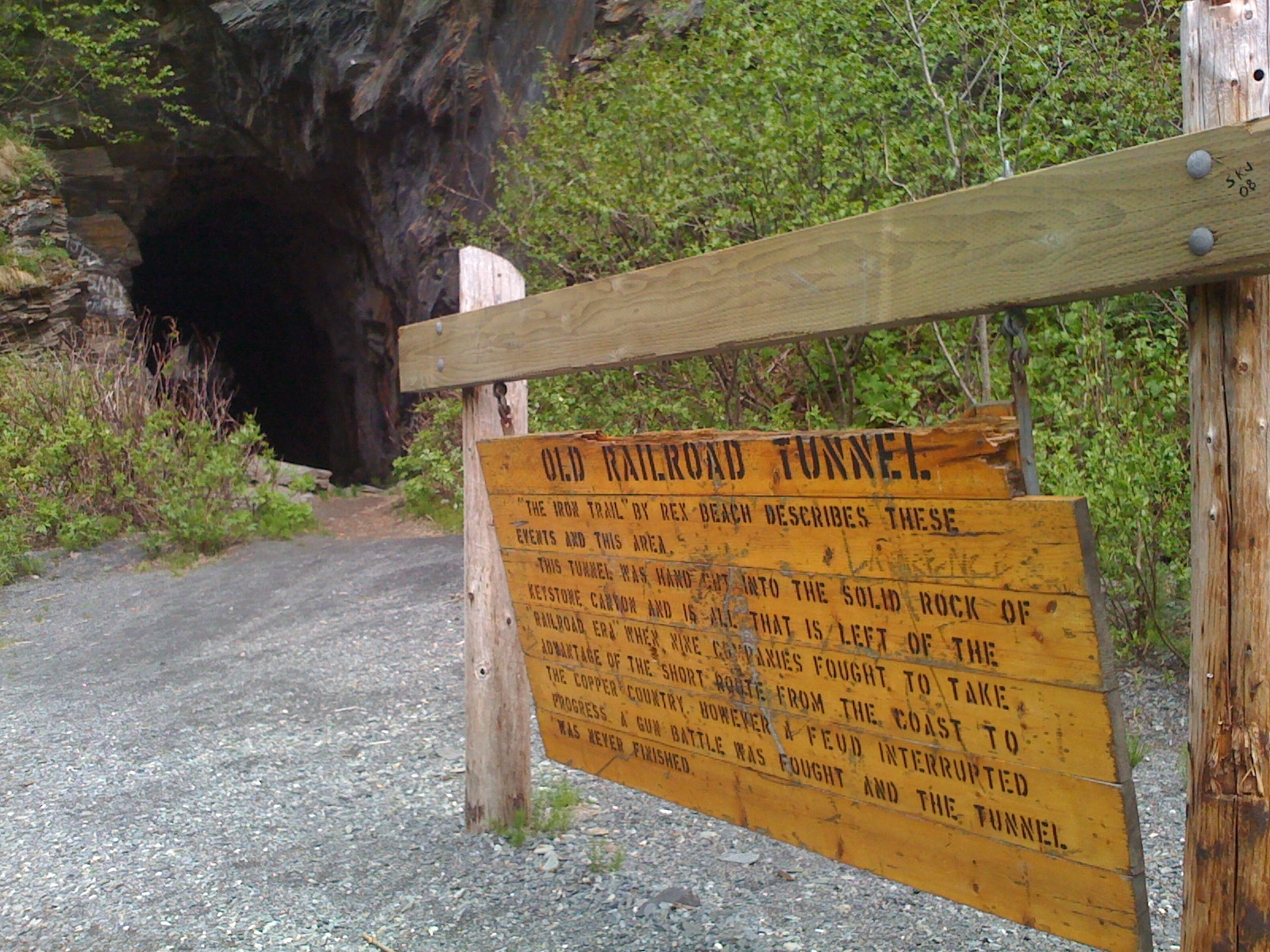
Unvollendeter Bahntunnel im Keystone Canyon

Henry Reynolds, ein in Valdez ansässiger Geschäftsmann, gründete die Alaska Home Railroad, erwarb die Valdez–Yukon Railroad und setzte den Streckenbau bis kurz vor den Keystone Canyon fort. Dieser Canyon ist ein Engpass, durch den die einzig mögliche Trassenführung nach Kennicott verlief. Das Alaska-Syndikat, dessen neue Bahngesellschaft inzwischen als Copper River and Northwestern Railway firmierte, besaß jedoch noch die Baurechte für die Strecke durch den Canyon und weigerte sich, diese ebenfalls an Reynolds zu verkaufen. Schließlich kam es am 27. September 1907 zu einer Schießerei, bei der ein Arbeiter der Alaska Home Railroad getötet wurde. Aus Wut darüber nahmen die Einwohner von Valdez ihre Werkzeuge und halfen den Bahnarbeitern bei den Bauarbeiten, sodass am 4. Oktober die ersten anderthalb Kilometer Strecke feierlich eröffnet werden konnten. Bereits sechs Tage später war das Geld der Gesellschaft aufgebraucht und die Bauarbeiten stoppten. Sie wurden nie fortgesetzt und die Strecke wurde später wieder abgebaut. Reynolds, der Schulden in Höhe von 210.000 Dollar angehäuft hatte, flüchtete daraufhin. Er wurde 1908 wegen Betrugs verurteilt.